# Chiesa di San Giovanni Battista (Riva del Garda)
La chiesa di San Giovanni Battista è una chiesa cristiana in rovina situata nel comune di Riva del Garda, in provincia di Trento; è posta lungo la strada della Pinza che, da Riva, sale sul monte Rocchetta.

## Storia

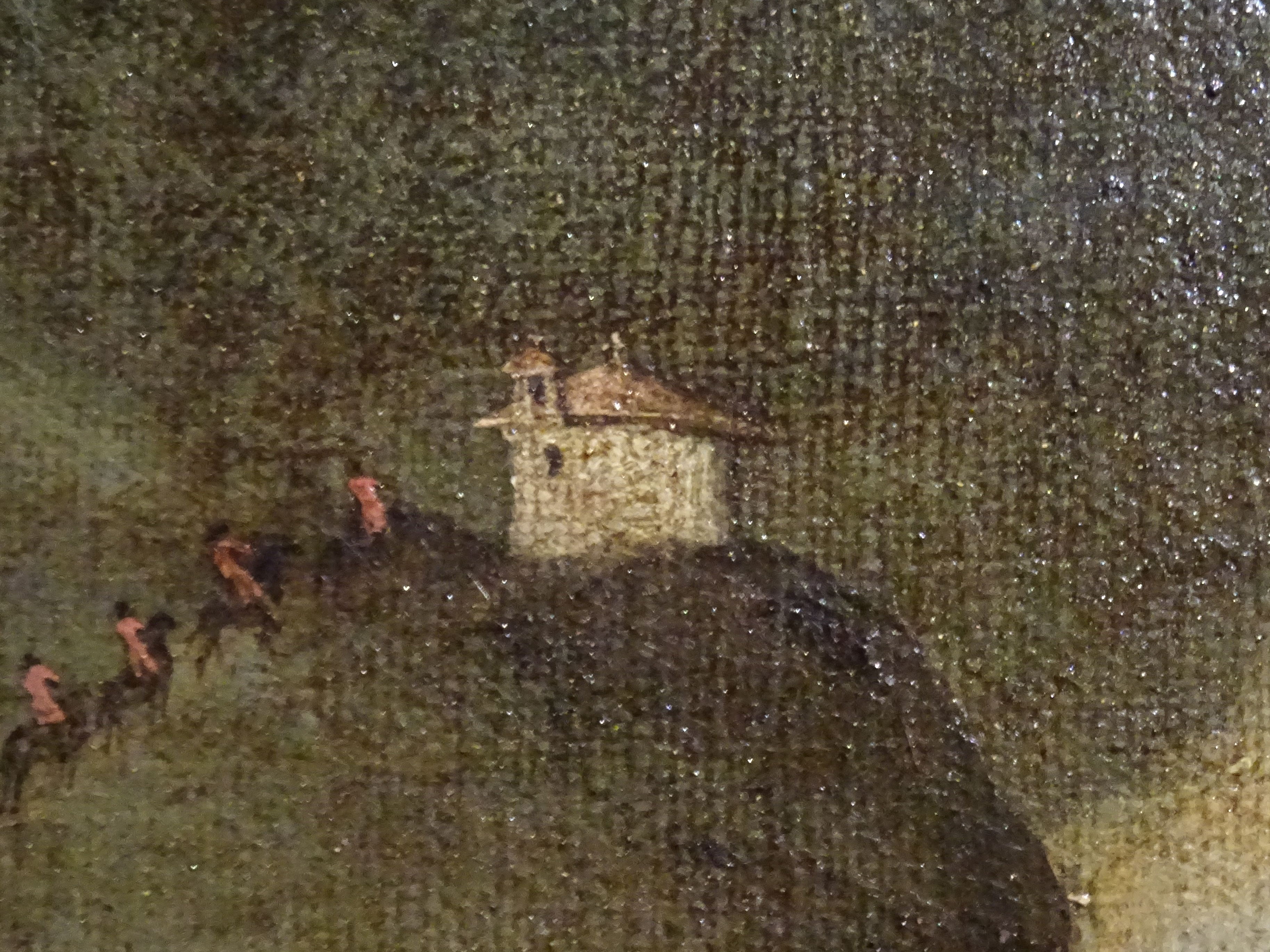
La chiesetta in un dettaglio del quadro ex voto La partenza delle truppe del generale Vendôme, realizzato tra il 1704 e il 1728

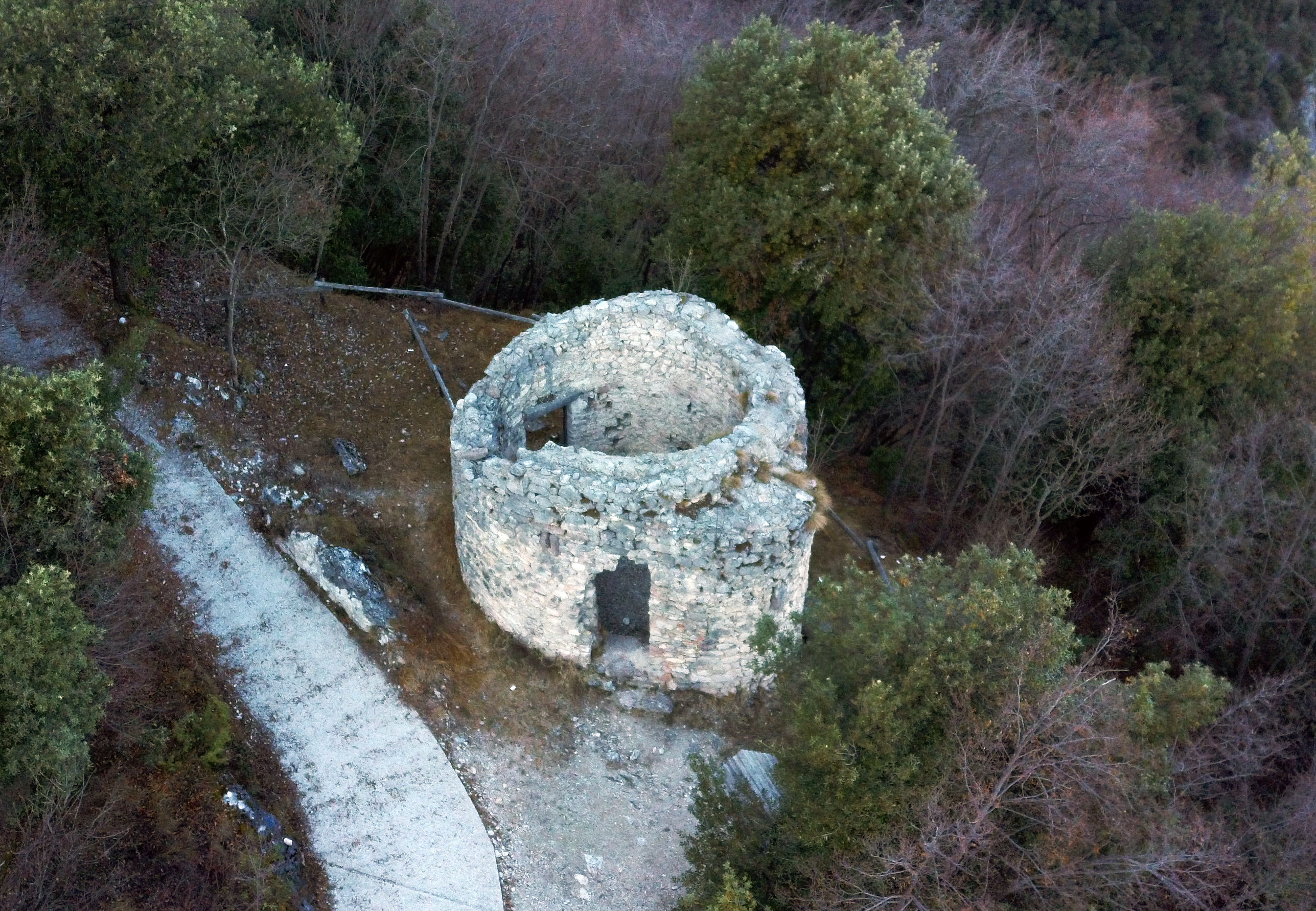
Vista aerea dei ruderi

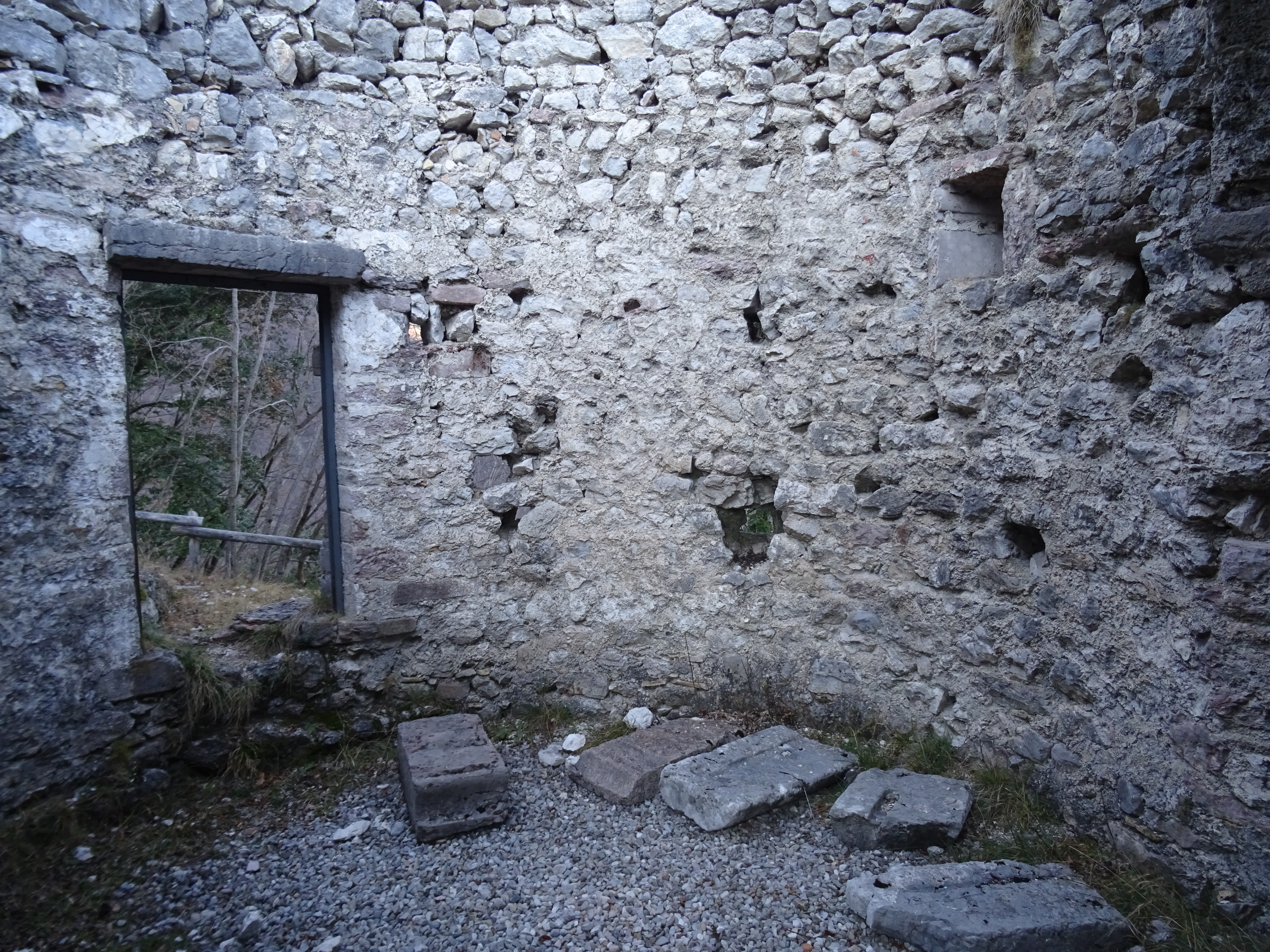
Interno

L'edificio sorse in epoca imprecisata non come chiesa, bensì per scopi militari: si trattava di una torre d'avvistamento posta a sorvegliare la strada della Pinza, antica e importantissima via di transito che, scalando il monte Rocchetta, portava da Riva alla val di Ledro e quindi in Lombardia; scavi archeologici al suo interno hanno altresì evidenziato reperti risalenti a molte epoche diverse.
Cessata la sua funzione militare venne riconvertita in luogo di culto, sfondando una delle pareti per aggiungervi l'abside. Non è chiaro quando ciò sia avvenuto, né perché la scelta dell'intitolazione sia ricaduta sul Battista: sicuramente era già stata adattata a chiesa entro il 1274, quando viene citata negli statuti di Riva avente funzione di limite oltre il quale non era consentito il legnatico (proibizione che rimase in vigore per secoli); nelle epoche successive viene menzionata in vari atti, spesso ancora in funzione di demarcazione del territorio. Nel corso del Quattrocento vi venne costruito vicino un fortino da parte di Niccolò Piccinino, ora scomparso.
A partire dal XV secolo l'edificio ha fortune alterne; nel 1475 ne venne nominato custode un tal Iacobus murator (che aveva in carico anche le vicine chiese di San Brizio e Santa Maria Maddalena), per evitare che venisse adibita a scopi profani; nel 1488 era in condizioni precarie, e venne affidata ad un tal Martino Asiati; sono documentati lavori imprecisati l'anno seguente, ma negli atti dei due secoli successivi  emerge che la struttura (che avrebbe dovuto essere mantenuta dalla comunità di Riva) era lasciata sostanzialmente a sé stessa, al di là delle occasionali cure degli eremiti di Santa Maria Maddalena che l'avevano in custodia; nel 1694 venne quindi sospesa al culto.
Durante l'invasione del Trentino del 1703 venne gravemente danneggiata dalle truppe francesi del Vendôme; da quel momento, nonostante alcune spese per la manutenzione e la frequentazione una volta l'anno per la processione del Venerdì Santo, l'edificio cominciò ad andare in rovina, e nel 1723 le sue condizioni erano talmente gravi che venne minacciata la sospensione a divinis per il sacerdote che si fosse azzardato a celebrarvi la Messa. 
L'autorità vescovile ne ordinò la demolizione a più riprese (nel 1708, nel 1750 e poi di nuovo nel 1751), che però non venne mai eseguita; le rovine rimasero sommerse dalla vegetazione fino agli anni Novanta, quando vennero ripulite e consolidate per iniziativa della "Associazione Amici del Museo Civico di Riva del Garda"; nella stessa occasione venne anche recuperato un affresco frammentario raffigurante il leone di San Marco. Al 2012 però i ruderi erano nuovamente in stato di abbandono.